# ديفيد كالفرت
ديفيد كالفرت (بالإنجليزية: David Calvert)‏ هو سياسي أسترالي، ولد في 8 مايو 1875، وتوفي في 17 أكتوبر 1924.